# Atilio Herrera
Atilio Raúl Herrera (Buenos Aires, 21 gennaio 1951) è un ex calciatore argentino naturalizzato cileno, di ruolo difensore.

## Carriera
Debutta nel 1971 con la squadra bonaerense del River Plate. Dopo gli inizi in Argentina, nel 1976 emigra in Cile: qui approda al Colo-Colo, con il quale si laurea campione della Primera División cilena nel 1979.
L'8 settembre 1981, mentre è in forza al Palestino, riceve ufficialmente la cittadinanza cilena.